# Tour de France 1989
Le Tour de France 1989 est la 76e édition du Tour de France, course cycliste qui s'est déroulée du 1er juillet au 23 juillet 1989 sur 21 étapes pour 3 285 km. Le départ a lieu à Luxembourg ; l'arrivée se juge aux Champs-Élysées à Paris. C'est l'un des Tours les plus connus de l'histoire. Il a été remporté le dernier jour de course, à l'issue d'un contre-la-montre resté célèbre entre Versailles et Paris, par l'Américain Greg LeMond devant le Français Laurent Fignon pour huit secondes seulement, le plus petit écart de l'histoire de la Grande Boucle. L'Espagnol Pedro Delgado tenant du titre, complète le podium.

## Déroulement de la course

### Généralités
- 22 formations prennent le départ au Luxembourg. Seule la formation Reynolds-Banesto arrivera à Paris au complet. La formation Kelme ne verra pas les Champs-Élysées, tous éliminés.
- Lors de la dernière étape contre-la-montre (Versailles-Paris : 24,5 km), LeMond roule à 54,545 km/h de moyenne. Dans l'étape contre-la-montre Dinard - Rennes, il expérimente un guidon de triathlète qui sera ensuite adopté par l'ensemble des coureurs.
- Delgado rate le départ du prologue et perd 2 min 40 s. À partir de la cinquième étape contre-la-montre Dinard-Rennes, la course se résume à un match Fignon-LeMond. La veille de l'arrivée, le Français possède 50 secondes d'avance sur l'Américain qui le domine dans la dernière étape contre-la-montre et gagne le Tour avec 8 secondes d'avance, le plus faible écart jamais enregistré.
- La vitesse moyenne du Tour est de 37,818 km/h.

### Contexte
Qualifié par la presse sportive de « Tour le plus fou », le Tour de France 1989 présente les ingrédients idéaux d'une dramaturgie sportive exceptionnelle : des acteurs de choix (quatre anciens vainqueurs du Tour étaient au départ : Laurent Fignon, Greg LeMond, Stephen Roche et Pedro Delgado), le retour de Greg LeMond, de nombreux rebondissements, un suspense intense et un dénouement inattendu.

#### Favoris
Pedro Delgado, vainqueur du Tour de France 1988 et du Tour d'Espagne 1989 est le favori à sa propre succession.
Laurent Fignon, qui vient de s'adjuger le Tour d'Italie 1989, sa première victoire dans un grand tour depuis le Tour 84 après son doublé dans Milan-San Remo, est le challenger désigné de Delgado.
Le Français Charly Mottet a montré des qualités qui en font un outsider, son récent statut de numéro 1 mondial au classement FICP, depuis mai, à la suite de ses victoires aux Quatre Jours de Dunkerque et au Critérium du Dauphiné libéré, rend ses ambitions crédibles et légitimes.
Les autres prétendants sont : Steven Rooks, deuxième du Tour 1988 derrière Delgado, le prometteur Erik Breukink, l'Américain Andy Hampsten et, dans une moindre mesure, les Colombiens Fabio Parra (troisième du Tour 88 et deuxième de la Vuelta 89, derrière Delgado) et Luis Herrera, ainsi que l'Irlandais Stephen Roche qui peine à retrouver une condition physique digne de son palmarès.
Greg LeMond, vainqueur du Tour de France 1986, n'est pas cité dans les favoris au départ de ce Tour 89 en raison de son manque de références et de résultats depuis son retour à la compétition à la suite de son accident de chasse d'avril 1987.

### La course

#### Le prologue
Le Tour démarre dans la grisaille luxembourgeoise. L’Espagnol Pedro Delgado, par négligence, se présente avec 2 min 40 s de retard sur la rampe de départ et s’inflige un handicap au classement général. L'Américain Greg LeMond, qui revient sur l’épreuve après deux années d’absence à la suite de son accident de chasse d’avril 1987, signe au prologue le deuxième temps ex aequo avec Laurent Fignon et l’Irlandais Sean Kelly derrière le vainqueur néerlandais Erik Breukink.

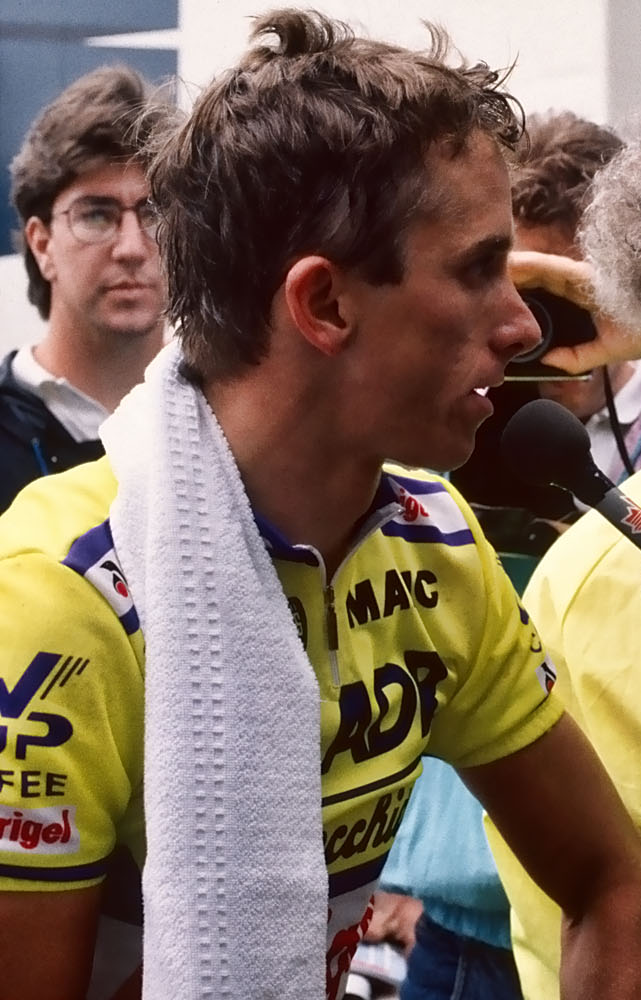
Greg LeMond termine second lors du prologue au Luxembourg.

#### Le contre-la-montre par équipes
Dès le lendemain du prologue et après une demi-étape remportée par le Portugais Acácio da Silva qui prend du même coup le maillot jaune, Pedro Delgado est en déroute dans le contre-la-montre par équipe. Abattu moralement par son prologue, il est lâché puis attendu par ses équipiers de Reynolds-Banesto qui avaient pourtant les moyens de bien figurer, notamment grâce au jeune Miguel Indurain. Au classement général, il est pratiquement éliminé dans la lutte pour la victoire finale. Greg LeMond, au sein de sa modeste équipe belge ADR-Agrigel qui compte quelques coureurs valeureux tels que Johan Museeuw et Eddy Planckaert, ne peut faire mieux que limiter les dégâts face à Laurent Fignon dont la formation Super U s'adjuge la victoire d’étape.

#### Le contre-la-montre individuel de Rennes
Sur les 73 kilomètres du parcours de la cinquième étape entre Dinard et Rennes, l’orage et la pluie menacent. Pedro Delgado, parti tôt en raison de son classement médiocre, réalise sur route sèche un meilleur temps provisoire qui peut s’avérer définitif car la pluie s’abat sur les concurrents qui partent en dernier, notamment Fignon et LeMond. Charly Mottet, spécialiste de l’effort individuel connaît un « jour sans » et ne peut menacer Delgado. Seuls Fignon et LeMond peuvent le battre. Greg LeMond réalise sous la pluie une performance exceptionnelle avec un équipement innovant, le guidon de triathlète, qui lui permet de bénéficier d’un troisième appui supérieur et d’un meilleur aérodynamisme. Il améliore le temps de Delgado de 24 secondes. Fignon accomplit la seconde moitié du parcours dans des conditions météorologiques pénalisantes et ne peut faire mieux que troisième derrière LeMond et Delgado. Trois ans après sa victoire sur les Champs-Élysées devant Bernard Hinault, LeMond retrouve le maillot jaune.

#### Estocade à Superbagnères
La première étape pyrénéenne, la veille à Cauterets, a vu les favoris se neutraliser et arriver dans le même temps alors que Miguel Indurain s’est imposé en solitaire. L’étape menant à Superbagnères est longue et difficile. Fignon est en difficulté dans le Tourmalet mais retrouve ses moyens sur la fin du parcours. Dans la montée finale vers Superbagnères, et alors que Delgado est parti, comme la veille, pour combler petit à petit son retard au classement, LeMond est isolé et semble devoir s’employer pour avaler la pente. Fignon, pourtant émoussé, accélère. Ce n’est pas une attaque nette, Fignon n’en a plus les moyens, mais LeMond est décroché mètre après mètre. Pour la première fois depuis sa victoire dans le Tour de France 1984, Fignon revêt le maillot jaune. Il possède sept secondes d'avance sur LeMond.

#### Le chrono d’Orcières-Merlette
Les étapes de transition entre les deux massifs montagneux des Pyrénées et des Alpes ont donné lieu à un épisode très animé le 14 juillet quand Fignon et Mottet se sont échappés, obligeant Delgado, LeMond et les Néerlandais Steven Rooks et Gert-Jan Theunisse à une poursuite, la victoire à Marseille revenant finalement à l’équipier de Fignon, le Français Vincent Barteau. L’entrée dans les Alpes est marquée par l’exercice particulier du contre-la-montre en côte entre Gap et Orcières-Merlette, théâtre de la quinzième étape de ce Tour. Steven Rooks remporte la course mais c’est le match pour le maillot jaune qui accapare l’attention. LeMond reprend son guidon de triathlète. Il n’est cependant pas en mesure de lutter pour la victoire d’étape et se classe cinquième. Fignon, parti en dernier et en jaune, ne parvient pas à trouver le bon rythme et termine au dixième rang derrière Rooks. LeMond récupère le maillot jaune.

#### Coup de force à l’Alpe d’Huez
La première étape de montagne dans les Alpes, est marquée par une belle descente du col d'Izoard du duo Mottet-LeMond qui reprennent même 13 secondes à Laurent Fignon, dans la petite côte qui mêne à la citadelle de Briançon. La 17e étape vers L'Alpe d'Huez passe par le col du Galibier et le Col de la Croix-de-Fer. Profitant de la réserve de LeMond et Fignon à se dévoiler, Theunisse se lance dans une échappée solitaire pour la victoire. Les leaders se présentent groupés au pied de la montée de l’Alpe d’Huez. À mi-pente, le groupe est réduit à quelques unités, dont Fignon, LeMond, Delgado et son équipier Rondon. LeMond se contente de suivre pour défendre sa place et Fignon, très fatigué, sait que s’il n’attaque pas, il emmènera l’Américain dans sa roue au sommet. Cyrille Guimard, le directeur sportif de Fignon, qui connaît bien LeMond pour l’avoir dirigé chez Renault de 1981 à 1984, reconnaît chez l’Américain des signes de défaillance et conseille à Fignon de passer à l’attaque. Fignon, lui-même éprouvé, n’y croit pas et refuse dans un premier temps d’obéir de peur de s’exposer à un contre. Mais Guimard, sûr de lui, lui ordonne d’accélérer. Fignon se dresse sur les pédales, livre toutes ses forces dans son attaque. Seul Delgado peut le suivre, LeMond craque. Fignon prend plus d’une minute à LeMond au sommet et retrouve le maillot jaune, avec 26 secondes d'avance.

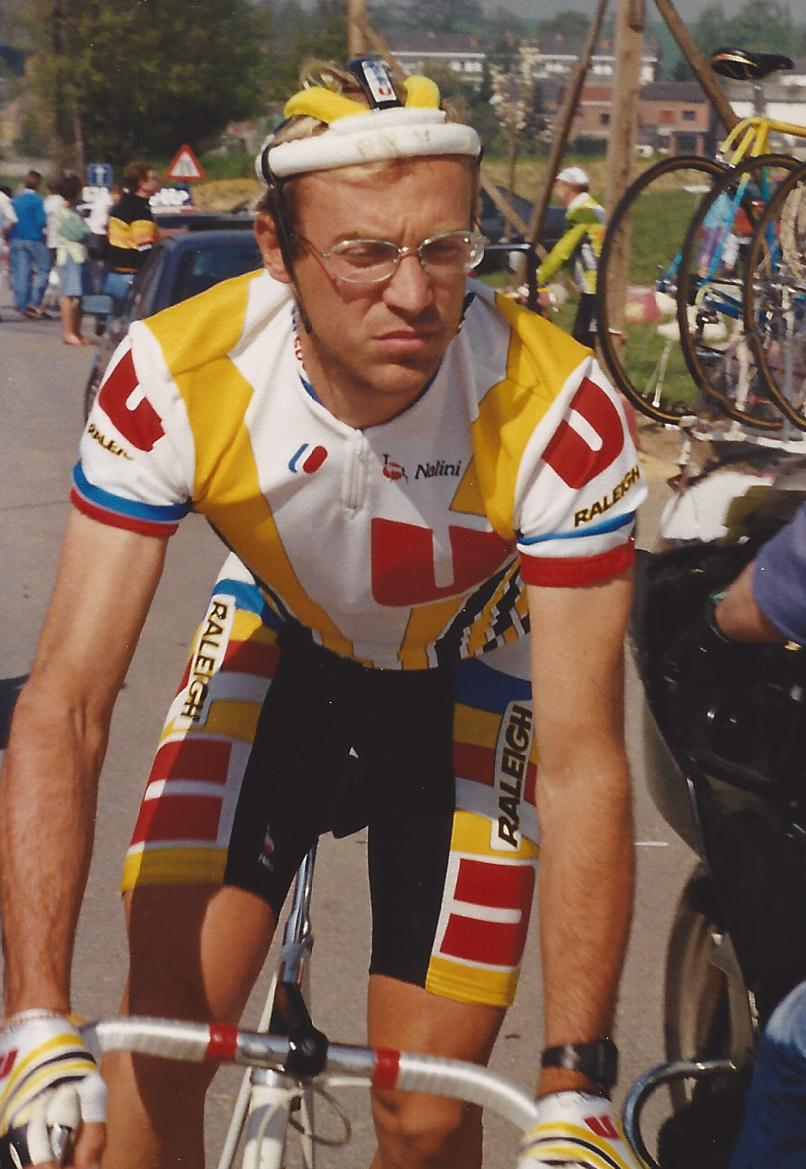
Laurent Fignon va perdre ce Tour à suspense pour huit petites secondes.

#### Fignon enfonce le clou
Profitant de l’ascendant qu’il a pris sur LeMond, Fignon, en jaune, attaque à nouveau le lendemain sur la route de Villard-de-Lans. La prise de risque est payante pour Fignon qui, seul, tient en respect un groupe composé de tous ses suivants au classement général : LeMond, Delgado, Rooks, Theunisse, Kelly et Alcala. À l’arrivée, en plus de la victoire d’étape, il conforte sa place de leader en accroissant son avance de 24 secondes. Le lendemain, alors que le même groupe de sept se dispute la victoire de la 19e étape à Aix-les-Bains, LeMond l’emporte au sprint, avec les félicitations de Fignon qui paraît ainsi assuré de sa victoire dans le Tour.

#### Les8 secondes

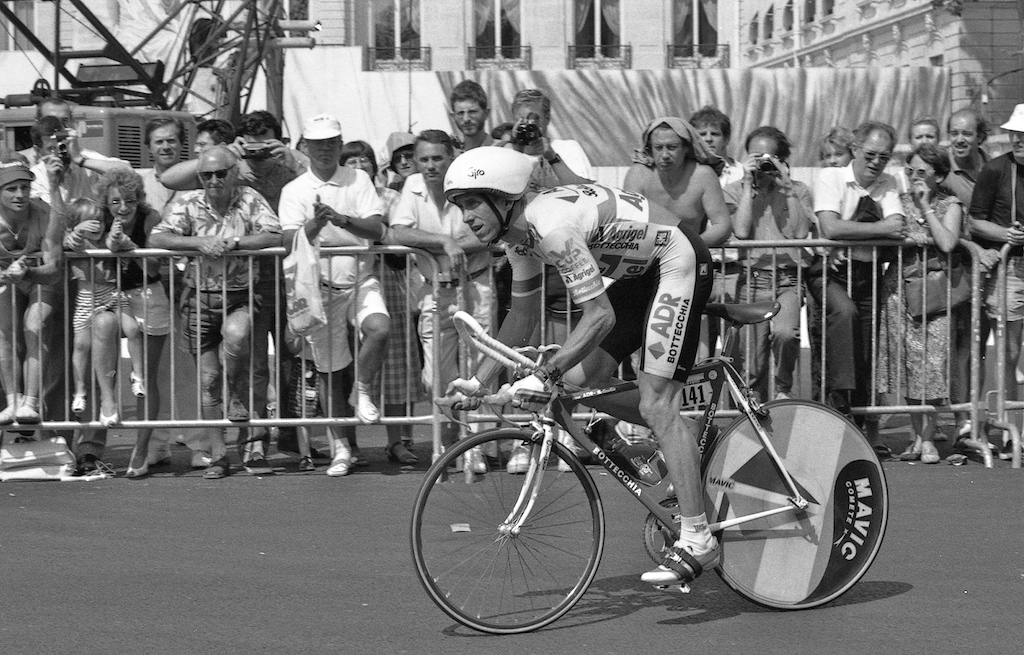
Greg LeMond s'élance de Versailles.

Fignon souffre depuis l’arrivée à Aix-les-Bains d’une blessure à l’entrejambe, une irritation liée à l’échauffement par frottement entre la selle et son cuissard. La rumeur l’annonce diminué à la veille de disputer le contre-la-montre final sur les 24,5 km entre Versailles et Paris. Après le déroulement riche en rebondissements offert par ce Tour, le doute en la victoire promise est évoqué par la presse mais personne n’imagine raisonnablement que LeMond, face à un Fignon au sommet de sa forme, puisse reprendre les cinquante secondes qui le séparent de ce dernier. LeMond y croit et veut jouer sa chance jusqu’au dernier mètre. Il s’élance de Versailles comme pour un sprint et tient ensuite un rythme important, arqué sur son guidon de triathlète, refusant d’être renseigné sur les temps intermédiaires pour se concentrer sur son effort. Fignon, sur une machine plus traditionnelle, montre moins de puissance et de fluidité et les pointages en cours de parcours confirment l’impression. LeMond est l’auteur du meilleur temps sur les Champs-Élysées, avec une vitesse moyenne supérieure à 54 km/h, mais doit attendre l’arrivée de Fignon pour connaître le temps repris. Fignon, qui sait qu’il a régulièrement perdu du temps tout au long du parcours (il savait qu'il ne devait pas perdre deux secondes au kilomètre, mais fera ses premiers kilomètres en perdant régulièrement ce temps), livre un long sprint désespéré sur les pavés des Champs-Élysées et s’effondre à terre une fois la ligne passée. LeMond gagne le Tour de France pour 8 secondes, le plus petit écart jamais enregistré entre un vainqueur et son second dans le Tour de France. Il est souvent improprement écrit que Fignon a perdu le Tour pour 8 secondes. Si ces huit secondes représentent bien l'écart final, le Français a en réalité mis 9 secondes de trop. En cas d'égalité absolue, LeMond aurait tout de même gagné l'épreuve, justement parce qu'il aurait été le mieux classé sur la dernière étape.

## Les symboles du Tour 1989

### La consécration de l’école Guimard
L’affrontement entre Fignon et LeMond constitue l’apothéose et la conclusion du cyclisme des années 1980 qui a été dominé par les coureurs issus de l’école Cyrille Guimard. Les deux protagonistes du Tour 1989 ont été recrutés dans les rangs amateurs par le dirigeant de l’équipe Renault au début des années 1980, lequel a ensuite alimenté des rivalités entre ses coureurs et ex-coureurs, d’abord entre Fignon et Hinault en 1984, puis au travers de la confrontation entretenue par Bernard Tapie au sein de l’équipe La Vie claire entre Hinault et LeMond en 1985 et 1986, et enfin par ce match entre Fignon et LeMond.

### Le plus beau plateau des années 1980
Hormis l’absence de Bernard Hinault, retraité depuis fin 1986, le Tour de France 1989 présentait le plus illustre plateau de concurrents qui fût possible au départ d’un Tour de France au cours des années 1980. Stephen Roche, le vainqueur du Tour 1987, présent au départ, n’a pas été au niveau de son année 1987 et a dû abandonner au départ de la dixième étape.
Le duel entre Fignon et LeMond en 1989 a été arbitré par Pedro Delgado, vainqueur du Tour en 1988 et second en 1987, tandis que Sean Kelly, le plus grand coureur de classiques des années 1980 enlevait le maillot vert et que les Néerlandais Rooks et Theunisse s’affirmaient comme les meilleurs grimpeurs, respectant au passage la tradition d’un vainqueur néerlandais à l’Alpe d’Huez, s’opposant à un autre grand spécialiste de la montagne de cette décennie, l’Écossais Robert Millar, vainqueur à Superbagnères. Les espoirs Miguel Indurain et Gianni Bugno réalisèrent des performances annonçant leurs ambitions futures dans l’épreuve. Ce Tour 1989 signe donc la fin d’une génération et d’une époque. Les années 1990 allaient voir apparaître de nouvelles pratiques (EPO…) et une spécialisation des coureurs selon leurs objectifs induisant la fin des champions polyvalents capables de s’illustrer tant dans les classiques que dans les grands tours ou les championnats, jusqu'à l'avènement de Tadej Pogačar en 2020.

### Le premier Tour sous la direction de Jean-Marie Leblanc
Jacques Goddet, directeur historique de l'épreuve, s'était retiré après l'édition 1988 marquée par l'affaire Delgado. Le groupe Amaury, propriétaire de la course, a alors désigné Jean-Pierre Carenso, un gestionnaire, et Jean-Marie Leblanc, ancien coureur et journaliste à L'Équipe, pour diriger le Tour de France en leur assignant la tâche ardue de rendre à l'épreuve son caractère humain et dramatique et ainsi s'écarter du modèle de gestion uniquement fondé sur les impératifs de rentabilité de ses prédécesseurs où menaçait une certaine forme de gigantisme. Leblanc ne cèdera sa place qu'en 2006 à Christian Prudhomme.

## Étapes
| Étape,    | Date        | Villes étapes                                         |                                         | Distance (km)         | Vainqueur d’étape     | Leader du classement général |
| --------- | ----------- | ----------------------------------------------------- | --------------------------------------- | --------------------- | --------------------- | ---------------------------- |
| Prologue  | 1er juillet | Luxembourg (LUX) – Luxembourg (LUX)                   | Contre-la-montre individuel             | 7,8                   | Erik Breukink         | Erik Breukink                |
| 1re étape | 2 juillet   | Luxembourg (LUX) – Luxembourg (LUX)                   | Étape de plaine                         | 135,5                 | Acácio da Silva       | Acácio da Silva              |
| 2e étape  | 2 juillet   | Luxembourg (LUX) – Luxembourg (LUX)                   | Contre-la-montre par équipes            | 46                    | Super U-Raleigh-Fiat  | Acácio da Silva              |
| 3e étape  | 3 juillet   | Luxembourg (LUX) – Circuit de Spa-Francorchamps (BEL) | Étape de plaine                         | 241                   | Raúl Alcalá           | Acácio da Silva              |
| 4e étape  | 4 juillet   | Liège (BEL) – Wasquehal                               | Étape de plaine                         | 255                   | Jelle Nijdam          | Acácio da Silva              |
|           | 5 juillet   | Dinard                                                | Jour de repos                           | Journée de repos no 1 | Journée de repos no 1 | Journée de repos no 1        |
| 5e étape  | 6 juillet   | Dinard – Rennes                                       | Contre-la-montre individuel             | 73                    | Greg LeMond           | Greg LeMond                  |
| 6e étape  | 7 juillet   | Rennes – Futuroscope                                  | Étape de plaine                         | 259                   | Joël Pelier           | Greg LeMond                  |
| 7e étape  | 8 juillet   | Poitiers – Bordeaux                                   | Étape de plaine                         | 258,5                 | Etienne De Wilde      | Greg LeMond                  |
| 8e étape  | 9 juillet   | Labastide-d'Armagnac – Pau                            | Étape de plaine                         | 157                   | Martin Earley         | Greg LeMond                  |
| 9e étape  | 10 juillet  | Pau – Cauterets - Cambasque                           | Étape de montagne                       | 147                   | Miguel Indurain       | Greg LeMond                  |
| 10e étape | 11 juillet  | Cauterets – Luchon-Superbagnères                      | Étape de montagne                       | 136                   | Robert Millar         | Laurent Fignon               |
| 11e étape | 12 juillet  | Luchon – Blagnac                                      | Étape de montagne                       | 158,5                 | Mathieu Hermans       | Laurent Fignon               |
| 12e étape | 13 juillet  | Toulouse – Montpellier                                | Étape de plaine                         | 242                   | Valerio Tebaldi       | Laurent Fignon               |
| 13e étape | 14 juillet  | Montpellier – Marseille                               | Étape de plaine                         | 179                   | Vincent Barteau       | Laurent Fignon               |
| 14e étape | 15 juillet  | Marseille – Gap                                       | Étape de montagne                       | 240                   | Jelle Nijdam          | Laurent Fignon               |
| 15e étape | 16 juillet  | Gap – Orcières-Merlette                               | Contre-la-montre individuel en montagne | 39                    | Steven Rooks          | Greg LeMond                  |
|           | 17 juillet  | Orcières-Merlette                                     | Jour de repos                           | Journée de repos no 2 | Journée de repos no 2 | Journée de repos no 2        |
| 16e étape | 18 juillet  | Gap – Briançon                                        | Étape de montagne                       | 175                   | Pascal Richard        | Greg LeMond                  |
| 17e étape | 19 juillet  | Briançon – L'Alpe d'Huez                              | Étape de montagne                       | 165                   | Gert-Jan Theunisse    | Laurent Fignon               |
| 18e étape | 20 juillet  | Le Bourg-d'Oisans – Villard-de-Lans - Côte 2000       | Étape de montagne                       | 91,5                  | Laurent Fignon        | Laurent Fignon               |
| 19e étape | 21 juillet  | Villard-de-Lans – Aix-les-Bains                       | Étape de montagne                       | 125                   | Greg LeMond           | Laurent Fignon               |
| 20e étape | 22 juillet  | Aix-les-Bains – L'Isle-d'Abeau                        | Étape de plaine                         | 130                   | Giovanni Fidanza      | Laurent Fignon               |
| 21e étape | 23 juillet  | Versailles – Paris - Champs-Élysées                   | Contre-la-montre individuel             | 24,5                  | Greg LeMond           | Greg LeMond                  |

## Classements

### Classement général final
| Classement général | Classement général | Classement général | Classement général            | Classement général  |
|                    | Coureur            | Pays               | Équipe                        | Temps               |
| ------------------ | ------------------ | ------------------ | ----------------------------- | ------------------- |
| 1er                | Greg LeMond        | États-Unis         | AD Renting-Agripel-Bottecchia | en 87 h 38 min 35 s |
| 2e                 | Laurent Fignon     | France             | Super U-Raleigh-Fiat          | + 8 s               |
| 3e                 | Pedro Delgado      | Espagne            | Reynolds-Banesto              | + 3 min 34 s        |
| 4e                 | Gert-Jan Theunisse | Pays-Bas           | PDM-Ultima-Concorde           | + 7 min 30 s        |
| 5e                 | Marino Lejarreta   | Espagne            | Paternina                     | + 9 min 39 s        |
| 6e                 | Charly Mottet      | France             | RMO                           | + 10 min 6 s        |
| 7e                 | Steven Rooks       | Pays-Bas           | PDM-Ultima-Concorde           | + 11 min 10 s       |
| 8e                 | Raúl Alcalá        | Mexique            | PDM-Ultima-Concorde           | + 14 min 21 s       |
| 9e                 | Sean Kelly         | Irlande            | PDM-Ultima-Concorde           | + 18 min 25 s       |
| 10e                | Robert Millar      | Royaume-Uni        | Z-Peugeot                     | + 18 min 46 s       |
| 11e                | Gianni Bugno       | Italie             | Chateau d'Ax                  | + 24 min 12 s       |
| 12e                | Éric Caritoux      | France             | RMO                           | + 28 min 14 s       |
| 13e                | Pascal Simon       | France             | Super U-Raleigh-Fiat          | + 28 min 28 s       |
| 14e                | Bruno Cornillet    | France             | Z-Peugeot                     | + 28 min 31 s       |
| 15e                | Steve Bauer        | Canada             | Helvetia-La Suisse            | + 31 min 16 s       |
| 16e                | Álvaro Pino        | Espagne            | BH                            | + 31 min 17 s       |
| 17e                | Miguel Indurain    | Espagne            | Reynolds-Banesto              | + 31 min 21 s       |
| 18e                | Jérôme Simon       | France             | Z-Peugeot                     | + 34 min 10 s       |
| 19e                | Luis Herrera       | Colombie           | Café de Colombia              | + 36 min 15 s       |
| 20e                | Alberto Camargo    | Colombie           | Café de Colombia              | + 37 min 13 s       |
| 21e                | Beat Breu          | Suisse             | Domex-Weinmann                | + 38 min 35 s       |
| 22e                | Andrew Hampsten    | États-Unis         | 7-Eleven-American Airlines    | + 41 min 41 s       |
| 23e                | Pascal Richard     | Suisse             | Helvetia-La Suisse            | + 42 min 7 s        |
| 24e                | Fabrice Philipot   | France             | Toshiba-Kärcher-Look          | + 44 min 43 s       |
| 25e                | William Palacio    | Colombie           | Reynolds-Banesto              | + 45 min 42 s       |
| modifier           |                    |                    |                               |                     |

### Classements annexes finals
| Classement par points | Classement par points | Classement par points | Classement par points         | Classement par points |
| --------------------- | --------------------- | --------------------- | ----------------------------- | --------------------- |
|                       | Coureur               | Pays                  | Équipe                        | Point(s)              |
| 1er                   | Sean Kelly            | Irlande               | PDM-Ultima-Concorde           | 277 points            |
| 2e                    | Etienne De Wilde      | Belgique              | Histor-Sigma                  | 194 pts               |
| 3e                    | Steven Rooks          | Pays-Bas              | PDM-Ultima-Concorde           | 163 pts               |
| 4e                    | Giovanni Fidanza      | Italie                | Chateau d'Ax                  | 149 pts               |
| 5e                    | Gert-Jan Theunisse    | Pays-Bas              | PDM-Ultima-Concorde           | 133 pts               |
| 6e                    | Laurent Fignon        | France                | Super U-Raleigh-Fiat          | 132 pts               |
| 7e                    | Greg LeMond           | États-Unis            | AD Renting-Agrigel-Bottecchia | 130 pts               |
| 8e                    | Steve Bauer           | Canada                | Helvetia-La Suisse            | 122 pts               |
| 9e                    | Phil Anderson         | Australie             | TVM-Yoko                      | 101 pts               |
| 10e                   | Pedro Delgado         | Espagne               | Reynolds-Banesto              | 95 pts                |
| modifier              |                       |                       |                               |                       |

| Classement du meilleur grimpeur | Classement du meilleur grimpeur | Classement du meilleur grimpeur | Classement du meilleur grimpeur | Classement du meilleur grimpeur |
| ------------------------------- | ------------------------------- | ------------------------------- | ------------------------------- | ------------------------------- |
|                                 | Coureur                         | Pays                            | Équipe                          | Point(s)                        |
| 1er                             | Gert-Jan Theunisse              | Pays-Bas                        | PDM-Ultima-Concorde             | 441 points                      |
| 2e                              | Pedro Delgado                   | Espagne                         | Reynolds-Banesto                | 311 pts                         |
| 3e                              | Steven Rooks                    | Pays-Bas                        | PDM-Ultima-Concorde             | 257 pts                         |
| 4e                              | Robert Millar                   | Royaume-Uni                     | Z-Peugeot                       | 241 pts                         |
| 5e                              | Laurent Fignon                  | France                          | Super U-Raleigh-Fiat            | 219 pts                         |
| 6e                              | Greg LeMond                     | États-Unis                      | AD Renting-Agrigel-Bottecchia   | 197 pts                         |
| 7e                              | Marino Lejarreta                | Espagne                         | Paternina                       | 164 pts                         |
| 8e                              | Miguel Indurain                 | Espagne                         | Reynolds-Banesto                | 132 pts                         |
| 9e                              | Charly Mottet                   | France                          | RMO                             | 128 pts                         |
| 10e                             | Luis Herrera                    | Colombie                        | Café de Colombia                | 116 pts                         |
| modifier                        |                                 |                                 |                                 |                                 |

| Classement des sprints intermédiaires | Classement des sprints intermédiaires | Classement des sprints intermédiaires | Classement des sprints intermédiaires | Classement des sprints intermédiaires |
| ------------------------------------- | ------------------------------------- | ------------------------------------- | ------------------------------------- | ------------------------------------- |
|                                       | Coureur                               | Pays                                  | Équipe                                | Point(s)                              |
| 1er                                   | Sean Kelly                            | Irlande                               | PDM-Ultima-Concorde                   | 131 points                            |
| 2e                                    | Steven Rooks                          | Pays-Bas                              | PDM-Ultima-Concorde                   | 80 pts                                |
| 3e                                    | Valerio Tebaldi                       | Italie                                | Chateau d'Ax                          | 80 pts                                |
| 4e                                    | Eddy Schurer                          | Pays-Bas                              | TVM-Yoko                              | 47 pts                                |
| 5e                                    | Dominique Arnaud                      | France                                | Reynolds-Banesto                      | 45 pts                                |
| 6e                                    | Thomas Wegmüller                      | Suisse                                | Domex-Weinmann                        | 31 pts                                |
| 7e                                    | Laurent Fignon                        | France                                | Super U-Raleigh-Fiat                  | 30 pts                                |
| 8e                                    | Giancarlo Perini                      | Italie                                | Carrera Jeans-Vagabond                | 30 pts                                |
| 9e                                    | Gerrit Solleveld                      | Pays-Bas                              | Superconfex-Yoko                      | 28 pts                                |
| 10e                                   | Michel Vermote                        | Belgique                              | RMO                                   | 25 pts                                |
| modifier                              |                                       |                                       |                                       |                                       |

| Classement du combiné | Classement du combiné | Classement du combiné | Classement du combiné         | Classement du combiné |
| --------------------- | --------------------- | --------------------- | ----------------------------- | --------------------- |
|                       | Coureur               | Pays                  | Équipe                        | Point(s)              |
| 1er                   | Steven Rooks          | Pays-Bas              | PDM-Ultima-Concorde           | 89 points             |
| 2e                    | Laurent Fignon        | France                | Super U-Raleigh-Fiat          | 84 pts                |
| 3e                    | Sean Kelly            | Irlande               | PDM-Ultima-Concorde           | 82 pts                |
| 4e                    | Gert-Jan Theunisse    | Pays-Bas              | PDM-Ultima-Concorde           | 68 pts                |
| 5e                    | Greg LeMond           | États-Unis            | AD Renting-Agrigel-Bottecchia | 66 pts                |
| 6e                    | Pedro Delgado         | Espagne               | Reynolds-Banesto              | 63 pts                |
| 7e                    | Charly Mottet         | France                | RMO                           | 54 pts                |
| 8e                    | Miguel Indurain       | Espagne               | Reynolds-Banesto              | 50 pts                |
| 9e                    | Valerio Tebaldi       | Italie                | Chateau d'Ax                  | 26 pts                |
| 10e                   | Bruno Cornillet       | France                | Z-Peugeot                     | 24 pts                |
| modifier              |                       |                       |                               |                       |

| Classement du meilleur jeune | Classement du meilleur jeune | Classement du meilleur jeune | Classement du meilleur jeune | Classement du meilleur jeune |
|                              | Coureur                      | Pays                         | Équipe                       | Temps                        |
| ---------------------------- | ---------------------------- | ---------------------------- | ---------------------------- | ---------------------------- |
| 1er                          | Fabrice Philipot             | France                       | Toshiba-Kärcher-Look         | en 88 h 23 min 18 s          |
| 2e                           | William Palacio              | Colombie                     | Reynolds-Banesto             | + 59 s                       |
| 3e                           | Gérard Rué                   | France                       | Super U-Raleigh-Fiat         | + 18 min 50 s                |
| 4e                           | Laurent Bezault              | France                       | Toshiba-Kärcher-Look         | + 37 min 26 s                |
| 5e                           | Peter Stevenhaagen           | Pays-Bas                     | Helvetia-La Suisse           | + 43 min 35 s                |
| 6e                           | Melchor Mauri                | Espagne                      | Reynolds-Banesto             | + 1 h 16 min 39 s            |
| 7e                           | Camillo Passera              | Italie                       | Chateau d'Ax                 | + 1 h 18 min 27 s            |
| 8e                           | Andreas Kappes               | Allemagne de l'Ouest         | Toshiba-Kärcher-Look         | + 1 h 19 min 13 s            |
| 9e                           | Patrick Tolhoek              | Pays-Bas                     | Superconfex-Yoko             | + 1 h 23 min 23 s            |
| 10e                          | Frans Maassen                | Pays-Bas                     | Superconfex-Yoko             | + 1 h 27 min 44 s            |
| modifier                     |                              |                              |                              |                              |

| Classement de la combativité | Classement de la combativité | Classement de la combativité | Classement de la combativité | Classement de la combativité |
| ---------------------------- | ---------------------------- | ---------------------------- | ---------------------------- | ---------------------------- |
|                              | Coureur                      | Pays                         | Équipe                       | Point(s)                     |
| 1er                          | Laurent Fignon               | France                       | Super U-Raleigh-Fiat         | 25 points                    |
| 2e                           | Charly Mottet                | France                       | RMO                          | 16 pts                       |
| 3e                           | Pascal Richard               | Suisse                       | Helvetia-La Suisse           | 14 pts                       |
| 4e                           | Thomas Wegmüller             | Suisse                       | Domex-Weinmann               | 12 pts                       |
| 5e                           | Frans Maassen                | Pays-Bas                     | Superconfex-Yoko             | 11 pts                       |
| modifier                     |                              |                              |                              |                              |

#### Classement par équipes
Le classement par équipe n'existe désormais seulement qu'au temps et non plus avec les points, comme c'était le cas depuis 1973. Les coureurs de l'équipe en tête portent une casquette jaune (représentée dans les classements par l'icône  à côté du nom de l'équipe),.
| Classement par équipes | Classement par équipes | Classement par équipes | Classement par équipes |
|                        | Équipe                 | Pays                   | Temps                  |
| ---------------------- | ---------------------- | ---------------------- | ---------------------- |
| 1re                    | PDM-Ultima-Concorde    | Pays-Bas               | en 263 h 19 min 48 s   |
| 2e                     | Reynolds-Banesto       | Espagne                | + 1 min 19 s           |
| 3e                     | Z-Peugeot              | France                 | + 44 min 22 s          |
| 4e                     | Super U-Raleigh-Fiat   | France                 | + 51 min 26 s          |
| 5e                     | RMO                    | France                 | + 1 h 12 min 19 s      |
| 6e                     | Helvetia-La Suisse     | Suisse                 | + 1 h 15 min 26 s      |
| 7e                     | Toshiba-Kärcher-Look   | France                 | + 1 h 41 min 4 s       |
| 8e                     | Café de Colombia       | Colombie               | + 1 h 48 min 6 s       |
| 9e                     | BH                     | Espagne                | + 1 h 51 min 9 s       |
| 10e                    | Paternina              | Espagne                | + 2 h 5 min 12 s       |
| modifier               |                        |                        |                        |

### Évolution des classements
| Étape              | Vainqueur            | Classement général | Classement par points | Classement de la montagne | Classement du combiné | Classement des sprints intermédiaires | Classement du meilleur jeune | Classement par équipes | Prix de la combativité |
| ------------------ | -------------------- | ------------------ | --------------------- | ------------------------- | --------------------- | ------------------------------------- | ---------------------------- | ---------------------- | ---------------------- |
| P                  | Erik Breukink        | Erik Breukink      | Erik Breukink         | Mauro Gianetti            | Charly Mottet         | non décerné                           | Peter Stevenhaagen           | Super U-Raleigh-Fiat   | non décerné            |
| 1                  | Acácio da Silva      | Acácio da Silva    | Acácio da Silva       | Acácio da Silva           | Acácio da Silva       | Søren Lilholt                         | Søren Lilholt                | Carrera Jeans-Vagabond | Søren Lilholt          |
| 2                  | Super U-Raleigh-Fiat | Acácio da Silva    | Acácio da Silva       | Acácio da Silva           | Acácio da Silva       | Søren Lilholt                         | Søren Lilholt                | Super U-Raleigh-Fiat   | Søren Lilholt          |
| 3                  | Raúl Alcalá          | Acácio da Silva    | Acácio da Silva       | Thierry Claveyrolat       | Acácio da Silva       | John Talen                            | Søren Lilholt                | Super U-Raleigh-Fiat   | Raúl Alcalá            |
| 4                  | Jelle Nijdam         | Acácio da Silva    | Søren Lilholt         | Thierry Claveyrolat       | Søren Lilholt         | John Talen                            | Søren Lilholt                | Super U-Raleigh-Fiat   | Raúl Alcalá            |
| 5                  | Greg LeMond          | Greg LeMond        | Søren Lilholt         | Thierry Claveyrolat       | Acácio da Silva       | John Talen                            | Gérard Rué                   | Super U-Raleigh-Fiat   | Raúl Alcalá            |
| 6                  | Joël Pelier          | Greg LeMond        | Søren Lilholt         | Thierry Claveyrolat       | Acácio da Silva       | John Talen                            | Gérard Rué                   | Super U-Raleigh-Fiat   | Raúl Alcalá            |
| 7                  | Etienne De Wilde     | Greg LeMond        | Sean Kelly            | Thierry Claveyrolat       | Acácio da Silva       | John Talen                            | Gérard Rué                   | Super U-Raleigh-Fiat   | Raúl Alcalá            |
| 8                  | Martin Earley        | Greg LeMond        | Sean Kelly            | Thierry Claveyrolat       | Acácio da Silva       | John Talen                            | Gérard Rué                   | Super U-Raleigh-Fiat   | Raúl Alcalá            |
| 9                  | Miguel Indurain      | Greg LeMond        | Sean Kelly            | Miguel Indurain           | Sean Kelly            | John Talen                            | Gérard Rué                   | Super U-Raleigh-Fiat   | Raúl Alcalá            |
| 10                 | Robert Millar        | Laurent Fignon     | Sean Kelly            | Gert-Jan Theunisse        | Sean Kelly            | Søren Lilholt                         | Fabrice Philipot             | PDM-Ultima-Concorde    | Raúl Alcalá            |
| 11                 | Mathieu Hermans      | Laurent Fignon     | Sean Kelly            | Gert-Jan Theunisse        | Sean Kelly            | Sean Kelly                            | Fabrice Philipot             | PDM-Ultima-Concorde    | Raúl Alcalá            |
| 12                 | Valerio Tebaldi      | Laurent Fignon     | Sean Kelly            | Gert-Jan Theunisse        | Sean Kelly            | Sean Kelly                            | Fabrice Philipot             | Reynolds-Banesto       | Raúl Alcalá            |
| 13                 | Vincent Barteau      | Laurent Fignon     | Sean Kelly            | Gert-Jan Theunisse        | Sean Kelly            | Sean Kelly                            | Fabrice Philipot             | Reynolds-Banesto       | Charly Mottet          |
| 14                 | Jelle Nijdam         | Laurent Fignon     | Sean Kelly            | Gert-Jan Theunisse        | Sean Kelly            | Sean Kelly                            | Fabrice Philipot             | Reynolds-Banesto       | Charly Mottet          |
| 15                 | Steven Rooks         | Greg LeMond        | Sean Kelly            | Gert-Jan Theunisse        | Sean Kelly            | Sean Kelly                            | Fabrice Philipot             | Reynolds-Banesto       | Charly Mottet          |
| 16                 | Pascal Richard       | Greg LeMond        | Sean Kelly            | Gert-Jan Theunisse        | Sean Kelly            | Sean Kelly                            | Fabrice Philipot             | Reynolds-Banesto       | Charly Mottet          |
| 17                 | Gert-Jan Theunisse   | Laurent Fignon     | Sean Kelly            | Gert-Jan Theunisse        | Steven Rooks          | Sean Kelly                            | Fabrice Philipot             | Reynolds-Banesto       | Charly Mottet          |
| 18                 | Laurent Fignon       | Laurent Fignon     | Sean Kelly            | Gert-Jan Theunisse        | Laurent Fignon        | Sean Kelly                            | Fabrice Philipot             | PDM-Ultima-Concorde    | Charly Mottet          |
| 19                 | Greg LeMond          | Laurent Fignon     | Sean Kelly            | Gert-Jan Theunisse        | Steven Rooks          | Sean Kelly                            | Fabrice Philipot             | PDM-Ultima-Concorde    | Laurent Fignon         |
| 20                 | Giovanni Fidanza     | Laurent Fignon     | Sean Kelly            | Gert-Jan Theunisse        | Steven Rooks          | Sean Kelly                            | Fabrice Philipot             | PDM-Ultima-Concorde    | Laurent Fignon         |
| 21                 | Greg LeMond          | Greg LeMond        | Sean Kelly            | Gert-Jan Theunisse        | Steven Rooks          | Sean Kelly                            | Fabrice Philipot             | PDM-Ultima-Concorde    | Laurent Fignon         |
| Classements finals | Classements finals   | Greg LeMond        | Sean Kelly            | Gert-Jan Theunisse        | Steven Rooks          | Sean Kelly                            | Fabrice Philipot             | PDM-Ultima-Concorde    | Laurent Fignon         |

## Liste des coureurs
La liste ci-dessous présente les coureurs inscrits par numéro de dossard.
| Légende | Légende                                                                    | Légende | Légende                                                    |
| ------- | -------------------------------------------------------------------------- | ------- | ---------------------------------------------------------- |
| Num     | Dossard de départ porté par le coureur sur ce Tour                         | Pos     | Position à l'arrivée de la course                          |
|         | Indique un maillot de champion national ou mondial, suivi de sa spécialité | NP      | Indique un coureur qui n'a pas pris le départ de la course |
| AB      | Indique un coureur qui n'a pas terminé la course                           | HD      | Indique un coureur qui a terminé la course hors des délais |

| Reynolds-Banesto                                             | Reynolds-Banesto            | Reynolds-Banesto |
| ------------------------------------------------------------ | --------------------------- | ---------------- |
| Num                                                          | Coureur                     | Pos              |
| 1                                                            | Pedro Delgado (ESP)         | 3e               |
| 2                                                            | Dominique Arnaud (FRA)      | 30e              |
| 3                                                            | Julián Gorospe (ESP)        | 62e              |
| 4                                                            | Miguel Indurain (ESP)       | 17e              |
| 5                                                            | Javier Lukin (ESP)          | 56e              |
| 6                                                            | Melchor Mauri (ESP)         | 92e              |
| 7                                                            | William Palacio (COL)       | 25e              |
| 8                                                            | Jesús Rodríguez Magro (ESP) | 33e              |
| 9                                                            | Abelardo Rondón (COL)       | 28e              |
| Directeurs sportifs : José Miguel Echavarri et Eusebio Unzué |                             |                  |

| PDM-Ultima-Concorde                                              | PDM-Ultima-Concorde      | PDM-Ultima-Concorde |
| ---------------------------------------------------------------- | ------------------------ | ------------------- |
| Num                                                              | Coureur                  | Pos                 |
| 11                                                               | Steven Rooks (NED)       | 7e                  |
| 12                                                               | Raúl Alcalá (MEX)        | 8e                  |
| 13                                                               | Rudy Dhaenens (BEL)      | NP-18               |
| 14                                                               | Johannes Draaijer (NED)  | 130e                |
| 15                                                               | Martin Earley (IRL)      | 44e                 |
| 16                                                               | Sean Kelly (IRL)         | 9e                  |
| 17                                                               | Jörg Müller (SUI)        | 29e                 |
| 18                                                               | Gert-Jan Theunisse (NED) | 4e                  |
| 19                                                               | Marc van Orsouw (NED)    | 87e                 |
| Directeurs sportifs : Jan Gisbers (nl) et Piet Van Der Kruys (d) |                          |                     |

| Kelme                                                    | Kelme                      | Kelme |
| -------------------------------------------------------- | -------------------------- | ----- |
| Num                                                      | Coureur                    | Pos   |
| 21                                                       | Fabio Parra (COL)          | AB-11 |
| 22                                                       | Iñaki Gastón (ESP)         | AB-10 |
| 23                                                       | Manuel Guijarro (es) (ESP) | HD-2  |
| 24                                                       | Omar Hernández (COL)       | HD-7  |
| 25                                                       | Juan Martínez Oliver (ESP) | HD-10 |
| 26                                                       | Pedro Saúl Morales (COL)   | AB-3  |
| 27                                                       | Humberto Parra (en) (COL)  | HD-7  |
| 28                                                       | José Roncancio (en) (COL)  | AB-11 |
| 29                                                       | Jaime Vilamajó (ESP)       | HD-10 |
| Directeurs sportifs : Rafael Carrasco (es) et Juan Suñol |                            |       |

| Helvetia-La Suisse                                   | Helvetia-La Suisse         | Helvetia-La Suisse |
| ---------------------------------------------------- | -------------------------- | ------------------ |
| Num                                                  | Coureur                    | Pos                |
| 31                                                   | Steve Bauer (CAN)          | 15e                |
| 32                                                   | Mauro Gianetti (SUI)       | 115e               |
| 33                                                   | Jean-Claude Leclercq (FRA) | 68e                |
| 34                                                   | Henri Manders (NED)        | 104e               |
| 35                                                   | Pascal Richard (SUI)       | 23e                |
| 36                                                   | Niki Rüttimann (SUI)       | AB-17              |
| 37                                                   | Peter Stevenhaagen (NED)   | 50e                |
| 38                                                   | Frédéric Vichot (FRA)      | 37e                |
| 39                                                   | Michael Wilson (AUS)       | 69e                |
| Directeurs sportifs : Paul Koechli et Herbert Notter |                            |                    |

| Super U-Raleigh-Fiat                                     | Super U-Raleigh-Fiat      | Super U-Raleigh-Fiat |
| -------------------------------------------------------- | ------------------------- | -------------------- |
| Num                                                      | Coureur                   | Pos                  |
| 41                                                       | Laurent Fignon (FRA)      | 2e                   |
| 42                                                       | Vincent Barteau (FRA)     | 97e                  |
| 43                                                       | Dominique Garde (FRA)     | 52e                  |
| 44                                                       | Heinz Imboden (SUI)       | AB-10                |
| 45                                                       | Christophe Lavainne (FRA) | 64e                  |
| 46                                                       | Thierry Marie (FRA)       | 72e                  |
| 47                                                       | Bjarne Riis (DEN)         | 95e                  |
| 48                                                       | Gérard Rué (FRA)          | 35e                  |
| 49                                                       | Pascal Simon (FRA)        | 13e                  |
| Directeurs sportifs : Cyrille Guimard et Bernard Quilfen |                           |                      |

| Café de Colombia                                                  | Café de Colombia         | Café de Colombia |
| ----------------------------------------------------------------- | ------------------------ | ---------------- |
| Num                                                               | Coureur                  | Pos              |
| 51                                                                | Luis Herrera (COL)       | 19e              |
| 52                                                                | Samuel Cabrera (COL)     | 49e              |
| 53                                                                | Julio César Cadena (COL) | 76e              |
| 54                                                                | Alberto Camargo (COL)    | 20e              |
| 55                                                                | Henry Cárdenas (COL)     | NP-5             |
| 56                                                                | Martín Ramírez (COL)     | AB-9             |
| 57                                                                | Bernard Richard (FRA)    | 82e              |
| 58                                                                | Mario Scirea (ITA)       | HD-10            |
| 59                                                                | Jesper Worre (DEN)       | 88e              |
| Directeurs sportifs : Rafael Antonio Niño et Pedro Valdivieso (d) |                          |                  |

| Z-Peugeot                                             | Z-Peugeot                 | Z-Peugeot |
| ----------------------------------------------------- | ------------------------- | --------- |
| Num                                                   | Coureur                   | Pos       |
| 61                                                    | Éric Boyer (FRA)          | NP-13     |
| 62                                                    | Philippe Casado (FRA)     | 93e       |
| 63                                                    | Bruno Cornillet (FRA)     | 14e       |
| 64                                                    | Atle Kvålsvoll (NOR)      | 46e       |
| 65                                                    | François Lemarchand (FRA) | 89e       |
| 66                                                    | Philippe Louviot (FRA)    | 59e       |
| 67                                                    | Robert Millar (GBR)       | 10e       |
| 68                                                    | Ronan Pensec (FRA)        | 58e       |
| 69                                                    | Jérôme Simon (FRA)        | 18e       |
| Directeurs sportifs : Roger Legeay et Serge Beucherie |                           |           |

| BH                                                                  | BH                        | BH    |
| ------------------------------------------------------------------- | ------------------------- | ----- |
| Num                                                                 | Coureur                   | Pos   |
| 71                                                                  | Álvaro Pino (ESP)         | 16e   |
| 72                                                                  | Francisco Antequera (ESP) | 111e  |
| 73                                                                  | Philippe Bouvatier (FRA)  | HD-7  |
| 74                                                                  | Laudelino Cubino (ESP)    | AB-15 |
| 75                                                                  | Federico Echave (ESP)     | NP-15 |
| 76                                                                  | Anselmo Fuerte (ESP)      | 25e   |
| 77                                                                  | Juan Jusdado (en) (ESP)   | 131e  |
| 78                                                                  | Javier Murguialday (ESP)  | 48e   |
| 79                                                                  | Joël Pelier (FRA)         | 128e  |
| Directeurs sportifs : Javier Mínguez (es) et José Luis López Cerrón |                           |       |

| Panasonic-Isostar                                     | Panasonic-Isostar          | Panasonic-Isostar |
| ----------------------------------------------------- | -------------------------- | ----------------- |
| Num                                                   | Coureur                    | Pos               |
| 81                                                    | Erik Breukink (NED)        | AB-13             |
| 82                                                    | Theo de Rooij (NED)        | 125e              |
| 83                                                    | Henk Lubberding (NED)      | 119e              |
| 84                                                    | Guy Nulens (BEL)           | 55e               |
| 85                                                    | John Talen (NED)           | HD-10             |
| 86                                                    | Jean-Paul van Poppel (NED) | HD-10             |
| 87                                                    | Teun van Vliet (NED)       | 124e              |
| 88                                                    | Eric Vanderaerden (BEL)    | HD-10             |
| 89                                                    | Jean-Marie Wampers (BEL)   | 133e              |
| Directeurs sportifs : Peter Post et Walter Planckaert |                            |                   |

| Hitachi-VTM                                                     | Hitachi-VTM              | Hitachi-VTM |
| --------------------------------------------------------------- | ------------------------ | ----------- |
| Num                                                             | Coureur                  | Pos         |
| 91                                                              | Claude Criquielion (BEL) | 36e         |
| 92                                                              | Hendrik Devos (BEL)      | 113e        |
| 93                                                              | Dirk De Wolf (BEL)       | 66e         |
| 94                                                              | Jos Haex (BEL)           | NP-13       |
| 95                                                              | Patrick Jacobs (BEL)     | AB-19       |
| 96                                                              | Jos Lieckens (BEL)       | HD-10       |
| 97                                                              | Danny Lippens (BEL)      | AB-14       |
| 98                                                              | Marc Sergeant (BEL)      | 61e         |
| 99                                                              | Jos van Aert (NED)       | AB-12       |
| Directeurs sportifs : Albert De Kimpe (d) et Roger De Vlaeminck |                          |             |

| 7-Eleven-American Airlines                             | 7-Eleven-American Airlines | 7-Eleven-American Airlines |
| ------------------------------------------------------ | -------------------------- | -------------------------- |
| Num                                                    | Coureur                    | Pos                        |
| 101                                                    | Andrew Hampsten (USA)      | 22e                        |
| 102                                                    | Nathan Dahlberg (de) (NZL) | AB-18                      |
| 103                                                    | Ron Kiefel (USA)           | 73e                        |
| 104                                                    | Roy Knickman (USA)         | HD-18                      |
| 105                                                    | Dag Otto Lauritzen (NOR)   | NP-5                       |
| 106                                                    | Jeff Pierce (USA)          | 86e                        |
| 107                                                    | Jens Veggerby (DEN)        | DQ-10                      |
| 108                                                    | Sean Yates (GBR)           | 45e                        |
| 109                                                    | Gerhard Zadrobilek (AUT)   | 60e                        |
| Directeurs sportifs : Noel Dejonckheere et Eric Heiden |                            |                            |

| Paternina                                                 | Paternina                  | Paternina |
| --------------------------------------------------------- | -------------------------- | --------- |
| Num                                                       | Coureur                    | Pos       |
| 111                                                       | Marino Lejarreta (ESP)     | 5e        |
| 112                                                       | René Beuker (nl) (NED)     | 135e      |
| 113                                                       | Mathieu Hermans (NED)      | 138e      |
| 114                                                       | Stephen Hodge (AUS)        | 83e       |
| 115                                                       | Roland Le Clerc (FRA)      | 116e      |
| 116                                                       | Jokin Mujika (ESP)         | 78e       |
| 117                                                       | Erwin Nijboer (NED)        | AB-17     |
| 118                                                       | Ludo Peeters (BEL)         | 63e       |
| 119                                                       | Helmut Wechselberger (AUT) | 42e       |
| Directeurs sportifs : Domingo Perurena et Francisco Giner |                            |           |

| Carrera Jeans-Vagabond                                     | Carrera Jeans-Vagabond   | Carrera Jeans-Vagabond |
| ---------------------------------------------------------- | ------------------------ | ---------------------- |
| Num                                                        | Coureur                  | Pos                    |
| 121                                                        | Urs Zimmermann (SUI)     | NP-17                  |
| 122                                                        | Guido Bontempi (ITA)     | AB-10                  |
| 123                                                        | Primož Čerin (YUG)       | 40e                    |
| 124                                                        | Claudio Chiappucci (ITA) | 81e                    |
| 125                                                        | Acácio da Silva (POR)    | 84e                    |
| 126                                                        | Erich Maechler (SUI)     | 117e                   |
| 127                                                        | Walter Magnago (ITA)     | 134e                   |
| 128                                                        | Jure Pavlič (YUG)        | 74e                    |
| 129                                                        | Giancarlo Perini (ITA)   | 102e                   |
| Directeurs sportifs : Davide Boifava et Sandro Quintarelli |                          |                        |

| RMO                                                      | RMO                       | RMO  |
| -------------------------------------------------------- | ------------------------- | ---- |
| Num                                                      | Coureur                   | Pos  |
| 131                                                      | Charly Mottet (FRA)       | 6e   |
| 132                                                      | Éric Caritoux (FRA)       | 12e  |
| 133                                                      | Thierry Claveyrolat (FRA) | AB-9 |
| 134                                                      | Jean-Claude Colotti (FRA) | 67e  |
| 135                                                      | Christian Jourdan (FRA)   | 118e |
| 136                                                      | Per Pedersen (DEN)        | 85e  |
| 137                                                      | Franck Pineau (FRA)       | 57e  |
| 138                                                      | Gilles Sanders (FRA)      | 54e  |
| 139                                                      | Michel Vermote (BEL)      | 70e  |
| Directeurs sportifs : Bernard Vallet et Christian Rumeau |                           |      |

| AD Renting-Agrigel-Bottecchia                         | AD Renting-Agrigel-Bottecchia | AD Renting-Agrigel-Bottecchia |
| ----------------------------------------------------- | ----------------------------- | ----------------------------- |
| Num                                                   | Coureur                       | Pos                           |
| 141                                                   | Greg LeMond (USA)             | 1er                           |
| 142                                                   | Frank Hoste (BEL)             | DQ-10                         |
| 143                                                   | Jaanus Kuum (NOR)             | DQ-10                         |
| 144                                                   | Johan Lammerts (NED)          | 123e                          |
| 145                                                   | René Martens (BEL)            | 91e                           |
| 146                                                   | Johan Museeuw (BEL)           | 106e                          |
| 147                                                   | Eddy Planckaert (BEL)         | AB-18                         |
| 148                                                   | Ronny Van Holen (BEL)         | AB-12                         |
| 149                                                   | Filip Van Vooren (en) (BEL)   | AB-10                         |
| Directeurs sportifs : José De Cauwer et Willy Jossart |                               |                               |

| Fagor-MBK                                            | Fagor-MBK                  | Fagor-MBK |
| ---------------------------------------------------- | -------------------------- | --------- |
| Num                                                  | Coureur                    | Pos       |
| 151                                                  | Stephen Roche (IRL)        | NP-10     |
| 152                                                  | Laurent Biondi (FRA)       | 31e       |
| 153                                                  | John Carlsen (DEN)         | 53e       |
| 154                                                  | Christian Chaubet (FRA)    | 79e       |
| 155                                                  | Robert Forest (FRA)        | 75e       |
| 156                                                  | Paul Kimmage (IRL)         | AB-12     |
| 157                                                  | Vincent Lavenu (FRA)       | 65e       |
| 158                                                  | Francesco Rossignoli (ITA) | NP-13     |
| 159                                                  | Eddy Schepers (BEL)        | AB-14     |
| Directeurs sportifs : Pierre Bazzo et Patrick Valcke |                            |           |

| Histor-Sigma                                            | Histor-Sigma           | Histor-Sigma |
| ------------------------------------------------------- | ---------------------- | ------------ |
| Num                                                     | Coureur                | Pos          |
| 161                                                     | Luc Roosen (BEL)       | 27e          |
| 162                                                     | Etienne De Wilde (BEL) | 101e         |
| 163                                                     | Herman Frison (BEL)    | AB-14        |
| 164                                                     | Søren Lilholt (DEN)    | AB-12        |
| 165                                                     | Jan Nevens (BEL)       | AB-6         |
| 166                                                     | Rudy Patry (BEL)       | HD-10        |
| 167                                                     | Wilfried Peeters (BEL) | 105e         |
| 168                                                     | Brian Holm (DEN)       | 109e         |
| 169                                                     | Rik Van Slycke (BEL)   | 98e          |
| Directeurs sportifs : Willy Teirlinck et Frans Van Looy |                        |              |

| Chateau d'Ax                                               | Chateau d'Ax               | Chateau d'Ax |
| ---------------------------------------------------------- | -------------------------- | ------------ |
| Num                                                        | Coureur                    | Pos          |
| 171                                                        | Gianni Bugno (ITA)         | 11e          |
| 172                                                        | Ettore Badolato (en) (ITA) | NP-17        |
| 173                                                        | Giovanni Fidanza (ITA)     | 127e         |
| 174                                                        | Camillo Passera (ITA)      | 94e          |
| 175                                                        | Valerio Tebaldi (ITA)      | 122e         |
| 176                                                        | Ennio Vanotti (ITA)        | 126e         |
| 177                                                        | Alberto Volpi (ITA)        | NP-13        |
| 178                                                        | Franco Vona (ITA)          | AB-17        |
| 179                                                        | Stefano Zanatta (ITA)      | AB-6         |
| Directeurs sportifs : Gian Luigi Stanga et Vittorio Algeri |                            |              |

| Toshiba-Kärcher-Look                                     | Toshiba-Kärcher-Look   | Toshiba-Kärcher-Look |
| -------------------------------------------------------- | ---------------------- | -------------------- |
| Num                                                      | Coureur                | Pos                  |
| 181                                                      | Laurent Bezault (FRA)  | 43e                  |
| 182                                                      | Martial Gayant (FRA)   | 32e                  |
| 183                                                      | Andreas Kappes (RFA)   | 96e                  |
| 184                                                      | Philippe Leleu (FRA)   | 90e                  |
| 185                                                      | Marc Madiot (FRA)      | 34e                  |
| 186                                                      | Yvon Madiot (FRA)      | 47e                  |
| 187                                                      | Fabrice Philipot (FRA) | 24e                  |
| 188                                                      | Pascal Poisson (FRA)   | 71e                  |
| 189                                                      | Denis Roux (FRA)       | NP-13                |
| Directeurs sportifs : Yves Hézard et Maurice Le Guilloux |                        |                      |

| Domex-Weinmann                                             | Domex-Weinmann           | Domex-Weinmann |
| ---------------------------------------------------------- | ------------------------ | -------------- |
| Num                                                        | Coureur                  | Pos            |
| 191                                                        | Adrie van der Poel (NED) | AB-10          |
| 192                                                        | Alfred Achermann (SUI)   | 80e            |
| 193                                                        | Carlo Bomans (BEL)       | 137e           |
| 194                                                        | Beat Breu (SUI)          | 21e            |
| 195                                                        | Michel Dernies (BEL)     | 108e           |
| 196                                                        | Maarten Ducrot (NED)     | 39e            |
| 197                                                        | Jan Goessens (BEL)       | 112e           |
| 198                                                        | Patrick Robeet (BEL)     | 51e            |
| 199                                                        | Thomas Wegmüller (SUI)   | 100e           |
| Directeurs sportifs : Walter Godefroot et Patrick Lefevere |                          |                |

| Superconfex-Yoko                                           | Superconfex-Yoko          | Superconfex-Yoko |
| ---------------------------------------------------------- | ------------------------- | ---------------- |
| Num                                                        | Coureur                   | Pos              |
| 201                                                        | Rolf Gölz (RFA)           | AB-17            |
| 202                                                        | Gert Jakobs (NED)         | 136e             |
| 203                                                        | Frans Maassen (NED)       | 103e             |
| 204                                                        | Jelle Nijdam (NED)        | 121e             |
| 205                                                        | Twan Poels (NED)          | 114e             |
| 206                                                        | Noël Segers (BEL)         | HD-9             |
| 207                                                        | Gerrit Solleveld (NED)    | 107e             |
| 208                                                        | Patrick Tolhoek (NED)     | 99e              |
| 209                                                        | Edwig Van Hooydonck (BEL) | 110e             |
| Directeurs sportifs : Jan Raas et Hilaire Van Der Schueren |                           |                  |

| TVM-Yoko                                              | TVM-Yoko                         | TVM-Yoko |
| ----------------------------------------------------- | -------------------------------- | -------- |
| Num                                                   | Coureur                          | Pos      |
| 211                                                   | Phil Anderson (AUS)              | 38e      |
| 212                                                   | Johan Capiot (BEL)               | HD-2     |
| 213                                                   | Jacques Hanegraaf (NED)          | 129e     |
| 214                                                   | Rob Kleinsman (en) (NED)         | AB-17    |
| 215                                                   | Peter Pieters (NED)              | HD-10    |
| 216                                                   | Eddy Schurer (NED)               | 132e     |
| 217                                                   | Jan Siemons (NED)                | 120e     |
| 218                                                   | Jesper Skibby (DEN)              | 41e      |
| 219                                                   | Jean-Philippe Vandenbrande (BEL) | 77e      |
| Directeurs sportifs : Cees Priem et Walter Verlee (d) |                                  |          |